# Saurauia rubicunda
Saurauia rubicunda är en tvåhjärtbladig växtart som först beskrevs av Asa Gray, och fick sitt nu gällande namn av Berthold Carl Seemann. Saurauia rubicunda ingår i släktet Saurauia och familjen Actinidiaceae. Inga underarter finns listade i Catalogue of Life.